# Leila Lopes (model)

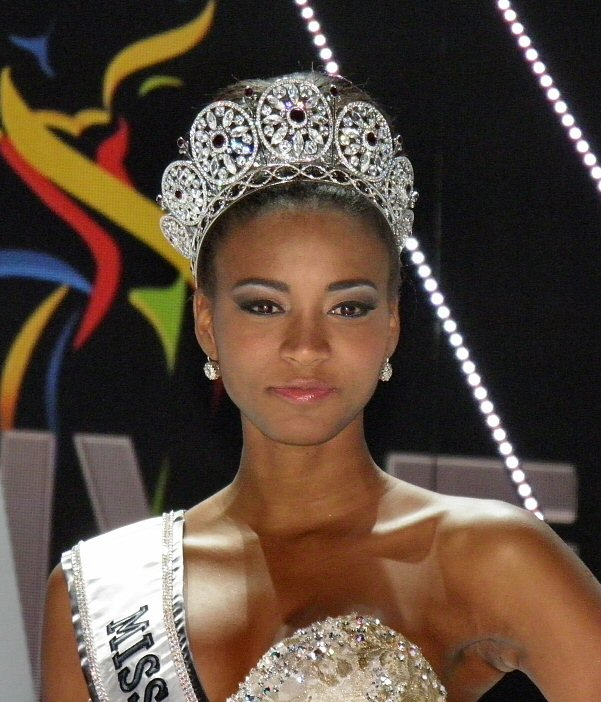
Lopes tijdens een persconferentie na de missverkiezing

Leila Lopes (Benguela, 26 februari 1986) is een Angolees model dat Miss Angola en Miss Universe werd in 2011.
Leila Lopes behoort tot een Angolese gemeenschap die in het Verenigd Koninkrijk woonachtig is. Ze werd op 8 oktober 2010 verkozen tot Miss Angola en op 13 september 2011 verkozen tot Miss Universe.
Lopes is 1,82 m lang.